# My Little Pony - Un incantevole compleanno
My Little Pony - Un incantevole compleanno (My Little Pony: A Charming Birthday) è un film d'animazione statunitense del 2003 destinato direttamente al mercato home video per promuovere la nuova linea di giocattoli arrivata alla terza generazione. In Italia il film è stato trasmesso su Cartoonito il 4 ottobre 2014.

## Trama
A PonyVille si discute su quale regalo fare a Kimono per il suo compleanno. La scelta ricade su un braccialetto portafortuna, ma ogni pony vuole farne uno diverso. Minty va a chiedere un consiglio a Kimono senza farle capire niente e la invita al castello il giorno dopo. I portafortuna vengono fuori troppo grandi, ma grazie a Razaroo il problema viene risolto. Il giorno atteso arriva e Minty porta Kimono alla festa a sorpresa dove riceverà un regalo inaspettato.

## Personaggi
| Nome originale | Nome italiano | Caratteristiche |
| -------------- | ------------- | --- |
| Razaroo        | Razaroo       | Pony dal manto viola. Criniera e coda bianchi rosa e celesti. Come simbolo ha un pacco regalo con un fiocco. Possiede un libro con le foto dei compleanni a sorpresa da lei realizzati. Le piace dire "si,si,si!". |
| Minty          | Minty         | Pony dal manto verde menta. Criniera e coda bianchi e rosa. Come simbolo ha tre caramelle alla menta rotonde. Ama tutte le cose di colore verde.                                                                   |
| Kimono         | Kimono        | Pony dal manto rosa. Criniera e coda viola. Come simbolo ha due vasi. Vive nel bosco appena fuori da PonyVille. Saggia e intelligente è la custode di tutte le tradizioni e leggende sui pony.                     |
| Wysteria       | Fiorellina    | Pony dal manto viola. Criniera e coda bianchi rosa e viola. Come simbolo ha dei fiori rosa. Ama coltivare diversi tipi di fiori.                                                                                   |
| Sunny Daze     | Esterella     | Pony dal manto bianco. Criniera e coda gialli arancioni ciclamino e viola. Come simbolo ha un sole. Le piace il surf, sciare e fare le capriole.                                                                   |
| Sweetberry     | Golosina      | Pony dal manto rosa. Criniera e coda bianchi viola e celesti. Come simbolo ha una foglia verde a cui sono attaccati un fiore e una fragola. Le piace fare i dolci.                                                 |
| Cotton Candy   | Morbidella    | Pony dal manto ciclamino. Criniera e coda bianchi rosa e celesti. Come simbolo ha un cono gelato. Proprietaria del bar di PonyVille. Le piace chiacchierare.                                                       |
| Sparkleworks   | Brillina      | Pony dal manto arancione. Criniera e coda rosa. Come simbolo ha dei fuochi d'artificio. Le piace le cose che brillano.                                                                                             |
| Rainbow Dash   | Colorella     | Pony dal manto azzurro. Criniera e coda color arcobaleno. Come simbolo ha due nuvole bianche unite da un arcobaleno. Le piace fare le cose in grande.                                                              |
| Pinkie Pie     | Nastrina      | Pony dal manto rosa. Criniera e coda rosa pallido. Come simbolo ha tre palloncini. Le piace giocare. |